# Ditton (Kent)
Pour les articles homonymes, voir Ditton.
Ditton est une localité du Kent, au Royaume-Uni.